# Litopus neavei
Litopus neavei là một loài bọ cánh cứng trong họ Cerambycidae.